# Dante Maiani
Dante Maiani (* 22. Juli 1946 in Macerata Feltria) ist ein ehemaliger san-marinesischer Fußballspieler.
Maiani debütierte am 28. März 1986 beim ersten Länderspiel San Marino gegen die Auswahl Kanadas. Er spielte in seiner Jugend bei Juventus Turin, konnte sich dort aber nicht durchsetzen. In seiner Fußballkarriere stand er bei mehreren italienischen Vereinen wie ASD Atletico Arezzo, Empoli FC, ASD Torres Calcio, Udinese Calcio, FBC Unione Venezia, Como Calcio, US Avellino und dem AS Calcio Monza Brianza unter Vertrag. Von Juli 1986 bis Juni 1987 spielte er beim SS Cosmos. 